# Evolution (Mathematik)
In der Mathematik definiert man die Evolution {\displaystyle \Phi } einer Differentialgleichung {\displaystyle x'(t)=f(t,x(t))} als eine zweiparametrige Abbildung, gegeben durch:
{\displaystyle \Phi ^{t,t_{0}}x_{0}:=x(t)}
wobei
- {\displaystyle x(t)} die Lösung des Anfangswertproblems ist, das aus der o. g. Dgl. und der Anfangsbedingung {\displaystyle x(t_{0})=x_{0}} besteht, und
- {\displaystyle |t-t_{0}|} hinreichend klein sein soll.

In Worten: Die Evolution bildet den Wert {\displaystyle x_{0}} einer beliebigen Lösungskurve {\displaystyle x} zum Zeitpunkt {\displaystyle t_{0}} ab auf den Wert {\displaystyle x(t)} der Lösungskurve zum Zeitpunkt {\displaystyle t}. Sie beschreibt also die weitere Entwicklung der Lösung ausgehend vom Startpunkt {\displaystyle x_{0}}.
Die Evolution der Differentialgleichung hat folgende Eigenschaften:
- {\displaystyle \Phi ^{t_{0},t_{0}}x_{0}=x_{0}}
- {\displaystyle {\frac {d}{d\tau }}\Phi ^{t+\tau ,t}x|_{\tau =0}=f(t,x(t))}
- {\displaystyle \Phi ^{t_{2},t_{1}}\Phi ^{t_{1},t}x_{0}=\Phi ^{t_{2},t}x_{0}} für {\displaystyle t\leq t_{1}\leq t_{2}} (Transitivität).

Im Fall autonomer Differentialgleichungen {\displaystyle x'=f(x)} ist die Startzeit {\displaystyle t_{0}} beliebig. Man schreibt dann statt {\displaystyle \Phi ^{t,t_{0}}} einfach {\displaystyle \Phi ^{t}} und bezeichnet {\displaystyle \Phi ^{t}} als Phasenfluss.